# Gammarth
Gammarth (àrab: ڨمرت, Gammart) és una ciutat de Tunísia a la governació de Tunis, al nord de La Marsa, delegació i municipi als quals pertany. Té una de les millors i més concorregudes platges del país i la ciutat és moderna i neta. La seva població varia entre hivern i estiu; la població permanent és d'uns 15.000 habitants.

## Urbanisme
La gran mesquita i la mesquita de Sidi Yousef són al centre urbà; la plaça de Bab Souika (‘Porta del Petit Mercat’) és al nord i la plaça de Bab al Jazira (‘Porta de l'Illa’) al sud. Un barri anomenat Hafsia és al nord-est. La ciutat principal es troba en un turó que domina el golf de Tunis fins al Ras Gammarth, situat al nord.

## Economia
Disposa de nombrosos hotels, balnearis, parcs, un delfinari i altres atractius turístics.

## Patrimoni
S'hi ha trobat una necròpoli jueva del segle ii. A Gammarth hi ha un cementiri militar francès creat el 5 de gener de 1944.

## Administració
Juntament amb Gammarth Supérieur, formen dos sectors o imades, amb els codis geogràfics 11 71 57 i 11 71 58, respectivament, de la delegació o mutamadiyya de La Marsa, codi geogràfic 11 71 (ISO 3166-2:TN-12).
Al mateix temps, constitueix una de les quatre circumscripcions o dàïres, amb codi geogràfic 11 17 12, de municipalitat o baladiyya de La Marsa (11 17).